# 4 Your Eyez Only
4 Your Eyez Only è il quarto album in studio del rapper statunitense J. Cole, pubblicato il 9 dicembre 2016 dalle etichette discografiche Dreamville Records, Roc Nation e Interscope Records.

## Antefatti
Nella quinta traccia dell'album di DJ Khaled del 2016 Major Key, intitolata Jermaine's Interlude, J. Cole ha fatto riferimenti a un possibile ritiro dalla musica e durante un concerto di ottobre dello stesso anno Cole ha annunciato che sarebbe stato la sua ultima esibizione dal vivo per diverso tempo. Nonostante ciò, il 1º dicembre Cole ha reso disponibile il pre-ordine del suo quarto album in studio 4 Your Eyez Only, che sarebbe stato pubblicato il 9 dicembre, e tre giorni dopo la Dreamville Records ha postato su Twitter la tracklist dell'album. In un'intervista del 2017 con l'HuffPost il manager di Cole e presidente della Dreamville Ibrahim "Ib" Hamad ha rivelato che nemmeno l'etichetta sapeva dell'uscita dell'album fino a poco prima dell'annuncio e che al momento della pubblicazione solo sette persone avevano ascoltato il progetto.

## Tracce
1. For Whom the Bell Tolls – 2:07 (Jermaine Cole, Elijah Scarlett, Jasmine Easterly, Mtendere Mandowa, Nico Segal, Margaux Whitney)
2. Immortal – 3:21 (Jermaine Cole, Jasmine Easterly, Carl McCormick, Margaux Whitney)
3. Deja Vu – 4:24 (Jermaine Cole, Anderson Hernandez, Matthew Samuels, Tyler Bryant, Javalyn Hall, Michael Johnson)
4. Ville Mentality – 3:14 (Jermaine Cole, Anthony Parrino, Ronald Gilmore, Jasmine Easterly, Theodore Croker, Margaux Whitney)
5. She's Mine, Pt. 1 – 3:29 (Jermaine Cole, Jamil Pierre, Anthony Parrino, Ronald Gilmore, Jasmine Easterly, Margaux Whitney, Bill Withers)
6. Change – 5:31 (Jermaine Cole, Anthony Parrino, Ronald Gilmore, Marhaux Whitney, James Yancey, James Branch Jr.)
7. Neighbors – 3:36 (Jermaine Cole, Anthony Parrino, Ronnie Foster)
8. Foldin Clothes – 5:16 (Jermaine Cole, Anthony Parrino, Steve Lacy)
9. She's Mine, Pt. 2 – 4:38 (Jermaine Cole, Jamil Pierre, Anthony Parrino, Ronald Gilmore, Jasmine Easterly, Margaux Whitney)
10. 4 Your Eyez Only – 8:50

Note
- For Whom the Bell Tolls, Immortal, Deja Vu e Ville Mentality contengono vocali di sottofondo di Kaye Foxx.
- Change contiene vocali di sottofondo di Ari Lennox.

Campionamenti
- Immortal contiene campionamenti di Pianoparts di Frank Dukes.
- Change contiene campionamenti di Swing My Way di K.P. & Envyi.
- Change contiene campionamenti di African Rhythms di J Dilla.
- Neighbors contiene campionamenti di Forbidden Fruit di J. Cole, che a sua volta campiona Mystic Brew di Ronnie Foster.
- 4 Your Eyez Only contiene campionamenti di To the Oasis di Yūji Ōno.

## Classifiche

### Classifiche settimanali
| Classifica (2016-17) | Posizione massima |
| -------------------- | ----------------- |
| Australia            | 6                 |
| Belgio (Fiandre)     | 34                |
| Belgio (Vallonia)    | 121               |
| Canada               | 1                 |
| Danimarca            | 16                |
| Finlandia            | 31                |
| Francia              | 127               |
| Germania             | 79                |
| Irlanda              | 19                |
| Norvegia             | 6                 |
| Nuova Zelanda        | 10                |
| Paesi Bassi          | 8                 |
| Portogallo           | 31                |
| Regno Unito          | 21                |
| Stati Uniti          | 1                 |
| Svezia               | 3                 |
| Svizzera             | 16                |

| Classifica (2017) | Posizione |
| ----------------- | --------- |
| Canada            | 24        |
| Stati Uniti       | 10        |
| Svezia            | 98        |